# HMS Dido (37)
Pour les autres navires du même nom, voir HMS Dido.
Le HMS Dido est un croiseur léger de la classe Dido de la Royal Navy.

## Histoire
Après la commission, le navire est envoyé à Scapa Flow. Il doit ainsi couvrir la zone entre Fair Isle et le Groenland. La première mission du Dido en novembre 1940 est d'escorter le porte-avions Furious en Afrique du Nord.
Le croiseur passe les quatre premiers mois de 1941 à protéger des convois atlantiques avant d'être placé dans l'East Mediterranean Fleet basée à Malte. En mai, il est envoyé en Crète pour la bataille et aide à l'évacuation des troupes britanniques. Le 29 mai, le Dido est gravement endommagé par des bombes alors qu'il va à Alexandrie.
Le 8 juin 1941, le croiseur est présent lors de la reddition d'Assab.
De juillet à novembre 1941, il est au New York Navy Yard pour des réparations et des modifications puis retourne en mer Méditerranée en décembre.
Il recommence à couvrir les convois d'Alexandrie à Malte. En mars, il participe à un bombardement de Rhodes. Une semaine après, il rejoint les croiseurs Cleopatra,
Penelope, Carlisle et Euryalus pour la seconde bataille de Syrte.
Le 18 août 1942, le capitaine H. W. U. McCall amène le Dido à Massaoua pour des réparations majeures sur une poupe endommagée par une bombe. Mais le navire ne peut pas être immobilisé longtemps, la forme de radoub ne peut pas être libérée. Six jours après, le Dido retourne se battre avec les sister-ships Euryalus, Cleopatra et Sirius. Le Dido passe le reste de l'année à soutenir la campagne britannique en Afrique du Nord avant d'être transféré dans la West Mediterranean Fleeten décembre 1942. Le croiseur participe à la défense anti-aérienne d'Annaba et d'Alger jusqu'en mars 1943.
En avril 1943, le Dido vient à Liverpool pour une réparation de trois mois. À son retour, il participe aux bombardements pendant les débarquements de l'opération Husky en Sicile. Le Dido sert ensuite dans la défense anti-aérienne des bases de Palerme et Bizerte. Le 12 septembre 1943, le Dido escorte 600 soldats à Tarente où la flotte italienne s'est rendue puis à Sorrente où il bombarde. Il passe les mois d'octobre et novembre pour des réparations à Alexandrie.
À son retour au service, le Dido est à Malte et à Tarente avant de prendre part à une action de diversion au large de Civitavecchia au moment de l'opération Shingle. En août 1944, il vient en soutien des troupes qui débarquent en France (débarquement de Provence). Le mois suivant, il retourne en Grande-Bretagne.
En octobre 1944, le croiseur accompagne un convoi vers la Russie puis participe aux bombardements en Norvège. En avril 1945, il escorte l'Apollo, l'Orwell (en) et l'Obedient dans la baie de Kola pour poser des mines.
La dernière mission du Dido d'aller à Copenhague. Il fait le dernier tir de la guerre en vue de la reddition de la Kriegsmarine. Après la signature, le Dido escorte les croiseurs allemands Prinz Eugen et Nürnberg à Wilhelmshaven.
En juillet 1945, le Dido amène le roi George VI et la reine Elizabeth Bowes-Lyon à l'île de Man. Il est classé en réserve dans le Gare Loch entre 1947 et 1951 puis à Portsmouth entre 1951 et 1956. En 1953, il prend part à la parade de la flotte en l'honneur du couronnement d'Élisabeth II.
Il est retiré du service et vendu à Thos W Ward pour sa démolition qui a lieu en 1957 à Barrow-in-Furness.